# Махульский, Юлиуш

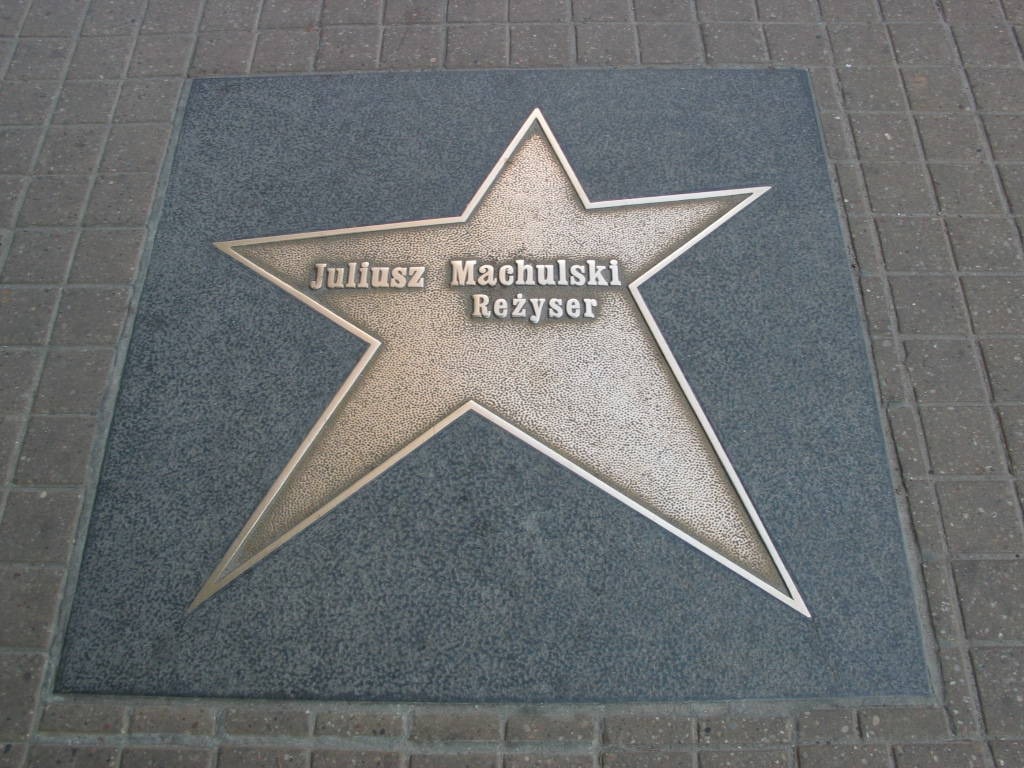
Звезда Махульского на Аллее звёзд в Лодзи.

Ю́лиуш Маху́льский (пол. Juliusz Machulski; род. 10 марта 1955, Ольштын) — польский комедийный кинорежиссёр, сценарист и актёр. Основатель и директор одной из крупнейших польских киностудий «ZEBRA».

## Биография
Сын кинорежиссёра и актёра Яна Махульского и актрисы Галины Махульской, был женат на актрисе Лизе Махульской.
Обучался в Варшавском университете на факультете филологии. В 1975 году начал заниматься в киношколе на отделении режиссуры в Лодзи. В 1980 году окончил школу и защитил диплом.
Во второй половине 1970—1980-х снимался как актёр, например, в «Персонале», «Зачётке», «Уроке мёртвого языка», «Королеве Боне» (сериал), «Убей меня, легавый».
10 декабря 1998 года была открыта звезда Юлиуша Махульского на Аллее звёзд на улице Пётрковской в городе Лодзь.
Почти в каждом своём фильме режиссёр давал роль своему отцу Яну Махульскому.

## Избранная фильмография (реж.)
- 1981 — «Ва-банк», фильм о криминальной Польше 1930-х годов, в главной роли Ян Махульский — медвежатник Квинто
- 1983 — «Сексмиссия» (в советском прокате «Новые амазонки»), в главных ролях Ежи Штур и Ольгерд Лукашевич
- 1984 — «Ва-банк 2», в главной роли Ян Махульский — Квинто
- 1987 — «Кингсайз»[1][2]
- 1989 — «Дежа вю», комедия, в главной роли Ежи Штур (совместное советско-польское производство)
- 1991 — «Очень важная персона»
- 1993 — «Эскадрон», (военно-историческая драма о Январском восстании 1863 года)
- 1995 — «Гэрл Гайд», шпионская комедия, в главной роли рок-певец Павел Кукиз
- 1997 — «Киллер», современная гангстерская комедия
- 1999 — «Киллер 2», современная гангстерская комедия
- 2001 — «Не в деньгах счастье», комедия
- 2002 — «Суперпродукция», комедия о мире кино
- 2004 — «Винчи, или Ва-банк 3»
- 2007 — «Сколько весит троянский конь?», фантастическая комедия
- 2010 — «Колыбельная», чёрная комедия
- 2013 — «ПосольССтво»[пол.], комедия
- 2017 — «Вольта»[пол.], криминальная комедия